# 1250

## Esdeveniments
- 6 d'abril - Fariskur, Sultanat d'Egipte: Batalla de Fariskur; desfeta definitiva dels cristians, comandats per Lluís IX de França, durant la Setena Croada.[1]
- 15 d'agost - El rei Jaume I concedeix a Xàtiva (la Costera) el privilegi d'organitzar una fira comercial.

## Naixements
Països Catalans
- 17 de gener - Lauria-Basilicata o Scalea-Calàbria: Roger de Llúria, militar d'origen lucanès, educat a la cort dels reis d'Aragó a Barcelona (m. 1305).

Resta del món